# Fuslam
Fuslam ist eine osttimoresische Aldeia im Sucos Bairro Pite (Verwaltungsamt Dom Aleixo, Gemeinde Dili). 2015 lebten in Fuslam 623 Menschen.

## Lage
Fuslam liegt im Zentrum des Sucos Bairro Pite und gehört zum Stadtteil Ailoklaran. Nördlich von Fuslam liegen die Aldeias Rainain und Frecat, östlich die Aldeia Moris Ba Dame und südlich und westlich die Aldeia Niken.